# Papa Grigore al XII-lea
Papa Grigore al XII-lea (n. 13 mai 1335, Veneția, Republica Veneția – d. 18 octombrie 1417, Recanati, Marchia Anconitana, Statele Papale; nume burghez: Angelo Correr) a fost un papă al Romei între 30 noiembrie 1406 și 4 iulie 1415.
În urma Schismei Apusene și antipapa Avignon-ului Benedict al XIII-lea a pretins supremația asupra Bisericii Catolice. În plus, Conciliul de la Pisa l-a ales și pe Alexandru al V-lea (1409), iar după moartea acestuia, pe Ioan al XXIII-lea (1410), ambii fiind antipapi.
La conclavul din noiembrie 1406 se conturase deja o sciziune: doar 14 din cei 18 cardinali erau prezenți și dispuși să depună jurământul să activeze în favoarea unității Bisericii și să renunțe la tiara dacă trebuia. Astfel, a fost ales preotul-cardinal de la San Marco din Veneția, Angelo Correr, de papa Inochentie al VII-lea. 
O hotărâre importantă privind Schisma Occidentală a fost luată la Conciliul de la Konstanz în 1415, la care alegerea lui Ioan al XXIII-lea a fost declarată nevalabilă. Când și Grigore a fost forțat să abdice, acesta s-a ținut de cuvânt și a renunțat la funcția supremă din cadrul bisericii.
Doi ani mai târziu, a murit la Recanati, ca episcop-cardinal de Porto.